# Зезюлькина, Анастасия Алексеевна
Анастасия Алексеевна Зезюлькина (род. 6 октября 1995, Минск, Белоруссия) — белорусская шахматистка, женский международный гроссмейстер (2012), мужской международный мастер (2014). Двукратная чемпионка мира среди девушек до 16 лет (2010, Греция и 2011, Бразилия). Вице-чемпионка мира среди девушек до 18 лет (2013), среди юниорок до 20 лет (2012). Чемпионка Европы среди девушек до 18 лет (2013). Двукратная чемпионка Белоруссии среди юниоров (юноши до 20 лет, 2013, 2014). Шестикратная чемпионка Белоруссии среди женщин (2010, 2012, 2013, 2016, 2017, 2018).

## Биография
Анастасия Зезюлькина родилась 6 октября 1995 года в Минске.
Играть в шахматы Анастасию научил дедушка, когда ей было 5 лет. Уже в 6 лет будущая чемпионка выполнила 1 разряд. Через год был достигнут первый значимый успех — победа в Первенстве Белоруссии среди девочек до 8 лет. С тех пор Анастасия многократно становилась победителем и призёром аналогичных соревнований в своих возрастных категориях.
В 2013 году Анастасия окончила с золотой медалью минскую гимназию № 61 с английским уклоном. Обучается заочно в Белорусском  государственном университете физической культуры по специальности «Менеджмент в спорте».

## Карьера
В 2010 году Анастасия Зезюлькина стала самой молодой чемпионкой Белоруссии среди женщин в истории, завоевав этот титул в 14 лет. В 2011 году Анастасия была второй, уступив первенство Анне Шаревич. После этого спортсменка побеждала в чемпионатах Белоруссии среди женщин ещё четырежды: в 2012, 2013, 2016 и 2017 годах.
В 2014 году Анастасия приняла участие в Высшей лиге чемпионата Белоруссии среди мужчин, где некоторое время лидировала, обыграв по ходу турнира рейтинг-фаворита, лучшего шахматиста страны Сергея Жигалко, и заняла в итоге 9 место из 14. В 2015 году спортсменка также участвовала в мужском чемпионате, заняв 7 место из 12.
Анастасия Зезюлькина охотно соревнуется с мужчинами и является двукратной чемпионкой Белоруссии среди юношей до 20 лет (2013, 2014).

## Международные турниры
В 2004 году было завоёвано 3 место на чемпионате Европы среди девочек до 10 лет, проходившем в Турции. В 2006 году спортсменка разделила 1-2 места на чемпионате Европы среди девочек до 12 лет по быстрым шахматам (Черногория).
В 2010 году Анастасия успешно выступила на взрослом чемпионате Европы среди Женщин в Риеке (Хорватия). Имея 126 номер посева, белорусская спортсменка сенсационно поделила 8-17 места и выиграла тай-брейк за выход на чемпионат мира у выступающей под французским флагом Эльмиры Скрипченко.
С 2010 года Анастасия Зезюлькина закрепилась в числе лучших девушек-шахматисток мира, что подтверждается завоёванными званиями:
- Двукратная чемпионка мира среди девушек до 16 лет (2010, Греция и 2011, Бразилия).
- Чемпионка Европы среди девушек до 18 лет (2013, Черногория).
- Вице-чемпионка мира среди девушек до 18 лет (2013, ОАЭ), среди юниорок до 20 лет (2012, Греция).

Анастасия четырежды выступала в составе сборной Белоруссии на Всемирных шахматных Олимпиадах (2010, 2012, 2014, 2016), принимала участие во взрослом чемпионате мира среди женщин (2012, Россия).

## Тренеры
Тренируют Анастасию Зезюлькину 11-кратный чемпион Белоруссии Вячеслав Дыдышко, а также её отец Алексей Зезюлькин, который сопровождает спортсменку на соревнованиях и выполняет функции секунданта и психолога.

## Семья
У Анастасии Зезюлькиной шахматная семья. В шахматы играют бабушки и дедушки спортсменки, отец Алексей Тимофеевич и мать Елена Александровна — тренеры минской СДЮШОР-11, дядя Юрий Зезюлькин — международный гроссмейстер. Младший брат Павел становился чемпионом Белоруссии среди мальчиков до 8 лет (2010) и вице-чемпионом страны среди мальчиков до 10 лет (2011).
31 июля 2015 года Анастасия Зезюлькина вышла замуж. Её избранником стал Евгений Нехайчик, не имеющий отношения к профессиональным шахматам.

## Изменения рейтинга
| Графики недоступны из-за технических проблем. См. информацию на Фабрикаторе и на mediawiki.org. |

## Интервью
- Анастасия Зезюлькина, международный гроссмейстер, трёхкратная чемпионка Беларуси по шахматам среди женщин на СТВ. Утренний эфир от 16.02.2015
- Правила жизни шахматистки. Интервью газете "Знамя Юности" от 19.09.2014
- «Именно шахматистки лучше всех следят за своими фигурами». Интервью порталу «Модные ножки»  от 31.08.2014
- «Если мужчинам что-то не нравится, у них есть повод совершенствоваться!». Утренний эфир на телеканале СТВ от 18.07.2014
- Мастер Зезюлькина. Интервью газете «Прессбол» от 06.06.2014